# Muzeul Militar Național „Regele Ferdinand I”
Muzeul Militar Național „Regele Ferdinand I” din București a fost înființat în 18 decembrie 1923 prin Înaltul Decret nr. 6064, semnat de regele Ferdinand I al României. Primul director al muzeului a fost Generalul Constantin Ștefănescu-Amza.
Premergător constituirii acestui muzeu a fost înființat în 1893 un muzeu al artileriei. 
În 1919, Ministerul Agriculturii și Domeniilor a cedat Ministerului de Război clădirea din Parcul Carol I denumită Palatul Artelor, împreună cu alte două clădiri din apropiere, pentru a adăposti expozițiile și patrimoniul viitorului muzeu militar. Clădirea și exponatele au suferit pagube din cauza unui puternic incendiu din vara anului 1938 și, din nou ca urmare a seismului din noiembrie 1940. Cele două sinistre și izbucnirea celui de-al Doilea Război Mondial au dus la întreruperea activității muzeului.
La 9 mai 1957, muzeul a fost redeschis sub titulatura de Muzeul Militar Central, întâi în imobilul din Bulevardul Nicolae Bălcescu nr. 5-7, apoi a fost mutat în clădirea fostei Școli de infanterie și cavalerie din strada Izvor nr. 137. 

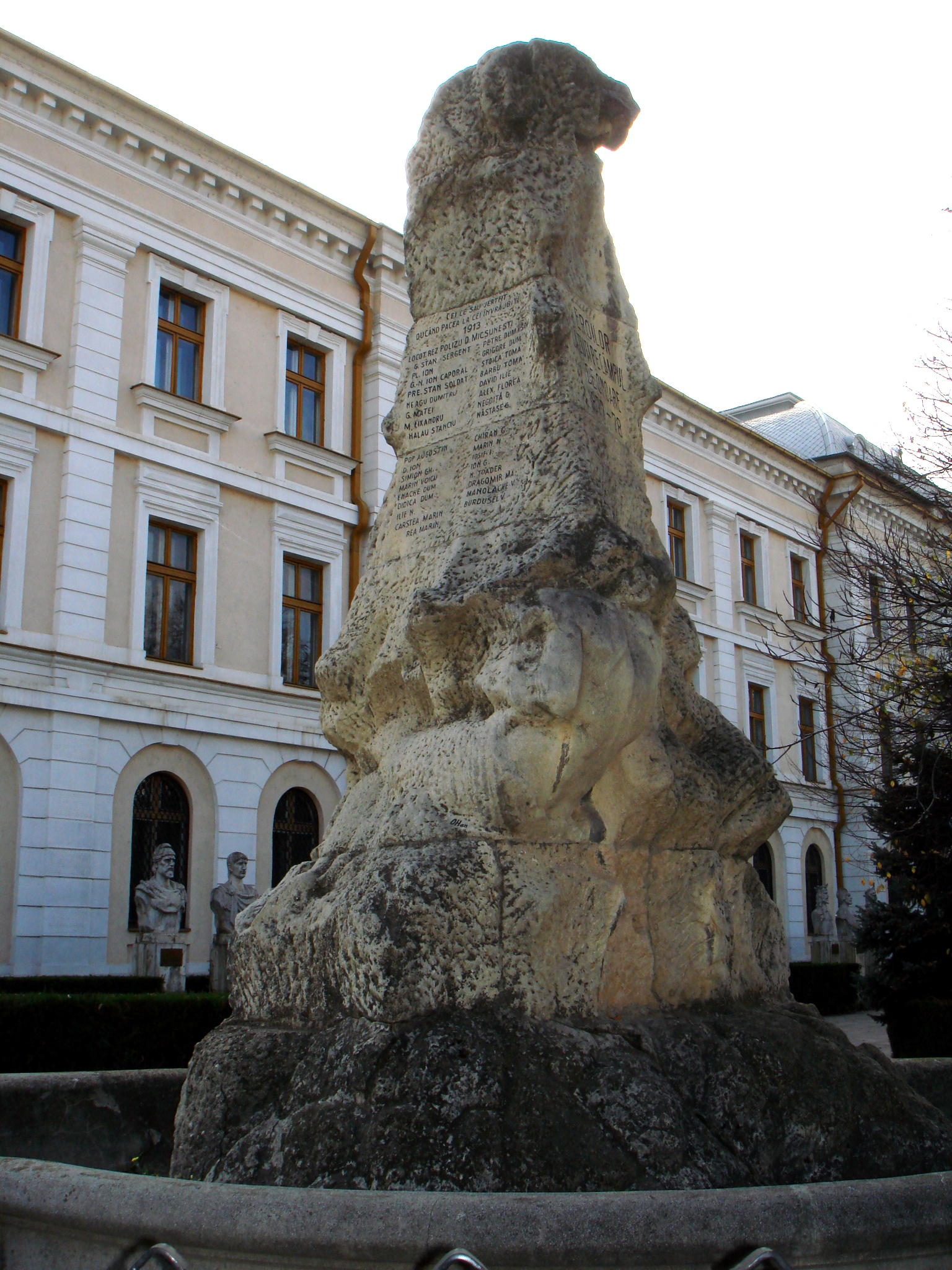
Monument în curtea muzeului cu dedicația inițială: EROILOR CĂZUȚI PE CÂMPUL DE ONOARE 1877-78, la care s-a adăugat ulterior o listă de eroi cu CEI CE S-AU JERTFIT DUCÂND PACEA LA CEI ÎNVRĂJBIȚI, 1913

În perioada 1975-1987, director al muzeului a fost istoricul militar general-maior Constantin Antip. În timpul directoratului său, în 1985, instituția s-a mutat în actualul sediu din strada Mircea Vulcănescu nr. 125-127. Clădirea a fost în trecut cazarma Regimentului de infanterie IV Ilfov nr. 21 și, ulterior, sediul Comandamentului trupelor de grăniceri. Din 1990 instituția a revenit la titulatura de Muzeul Militar Național. 
În sălile sale, muzeul găzduiește o Expoziție de Istorie Străveche, Colecția de arme albe și de arme de foc, Colecția de Machete (fortificații și tehnică militară), o bibliotecă cu carte și reviste pe teme militare.
În curtea muzeului sunt expuse piese de artilerie și diverse tipuri de tehnică militară de infanterie și de aviație.
La intrarea în curte se află Monumentul Eroilor Regimentului 21 Infanterie, operă a sculptorului Spiridon Georgescu.
Legea 346 din 21 iulie 2006 privind organizarea și funcționarea Ministerului Apărării, prevede, între altele: 
Art. 47. - (4) În cadrul Ministerului Apărării funcționează următoarele instituții de interes național: Muzeul Militar Național, Biblioteca Militară Națională și Cercul Militar Național.

## Filiale locale

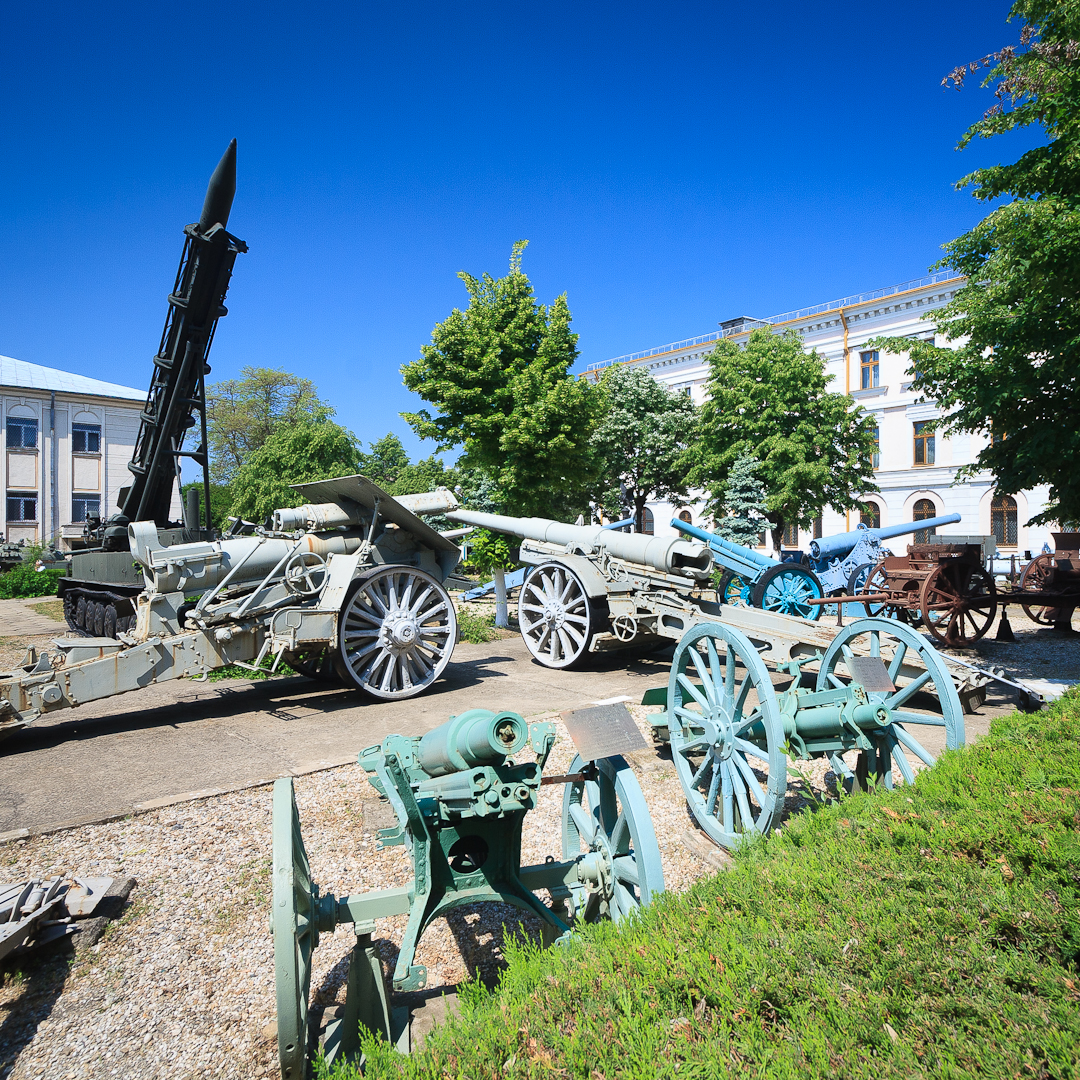
Curtea Muzeului Militar Național

Muzeul Militar Național are filiale locale în alte orașe ale României — la Oradea (inaugurat în 1971), Constanța (inaugurat în 1985) și Bacău (inaugurat în 1997).

### Oradea
Filiala din Oradea se află într-o clădire în stilul secesiunii vieneze de pe strada Armatei. Edificiul a fost construit în 1895 pentru armata ungară.
Festivitatea de deschidere a punctul muzeistic militar Oradea a avut loc la 26 decembrie 1971, deși aceasta trebuia să aibă loc cu două luni înainte, la 25 octombrie, de Ziua Armatei Române.
Patrimoniul acestei filiale este alcătuit obiecte de istorie militară; arme, uniforme, medalii, fotografii precum și din documentele și obiecte donate de veterani ai Diviziei 11 Infanterie (fosta Divizie 11 Mecanizată din Oradea) și de familiile acestora, precum și din exponate aduse de la Muzeul Militar Central (actualul Muzeu Militar Național din București).

### Constanța
Lucrările la filiala Constanța a Muzeului Militar Central au început în 1980 și au fost terminate și date în folosință la 2 mai 1985, de generalul Ilie Ceaușescu, după ce acesta a vizitat canalul Dunăre-Marea Neagră. Deoarece Nicolae Ceaușescu nu agrea ideea ridicării unui muzeu conceput pentru a prezenta evoluția artei militare în Dobrogea, nu s-au alocat fonduri speciale. De aceea, lucrările la muzeu s-au executat cu materialele și forța de muncă ale Ministerului Apărării Naționale. Inaugurarea oficială a muzeului a avut loc la 23 august 1987.